# Ingrid dán királyné
Ingrid királyné (teljes nevén Ingrid Victoria Sofia Louise Margareta; Stockholm, 1910. március 28. – Koppenhága, 2000. november 7.) Dánia királynéja 1947-től férje 1972-es haláláig.

## Élete
Stockholmban született a Bernadotte-ház tagjaként. Szülei Gusztáv Adolf svéd királyi herceg és Margit connaughti hercegnő voltak.
1935-ben feleségül ment Frigyes dán királyi herceghez.

## Fordítás
- Ez a szócikk részben vagy egészben a Ingrid of Sweden című angol Wikipédia-szócikk ezen változatának fordításán alapul.  Az eredeti cikk szerkesztőit annak laptörténete sorolja fel. Ez a jelzés csupán a megfogalmazás eredetét és a szerzői jogokat jelzi, nem szolgál a cikkben szereplő információk forrásmegjelöléseként.